# Kościół Świętej Trójcy w Chojnie
Kościół Świętej Trójcy w Chojnie (niem. Dreifaltigkeitskirche) – kościół parafialny w Chojnie (województwo zachodniopomorskie, powiat gryfiński), na ulicy Malarskiej.

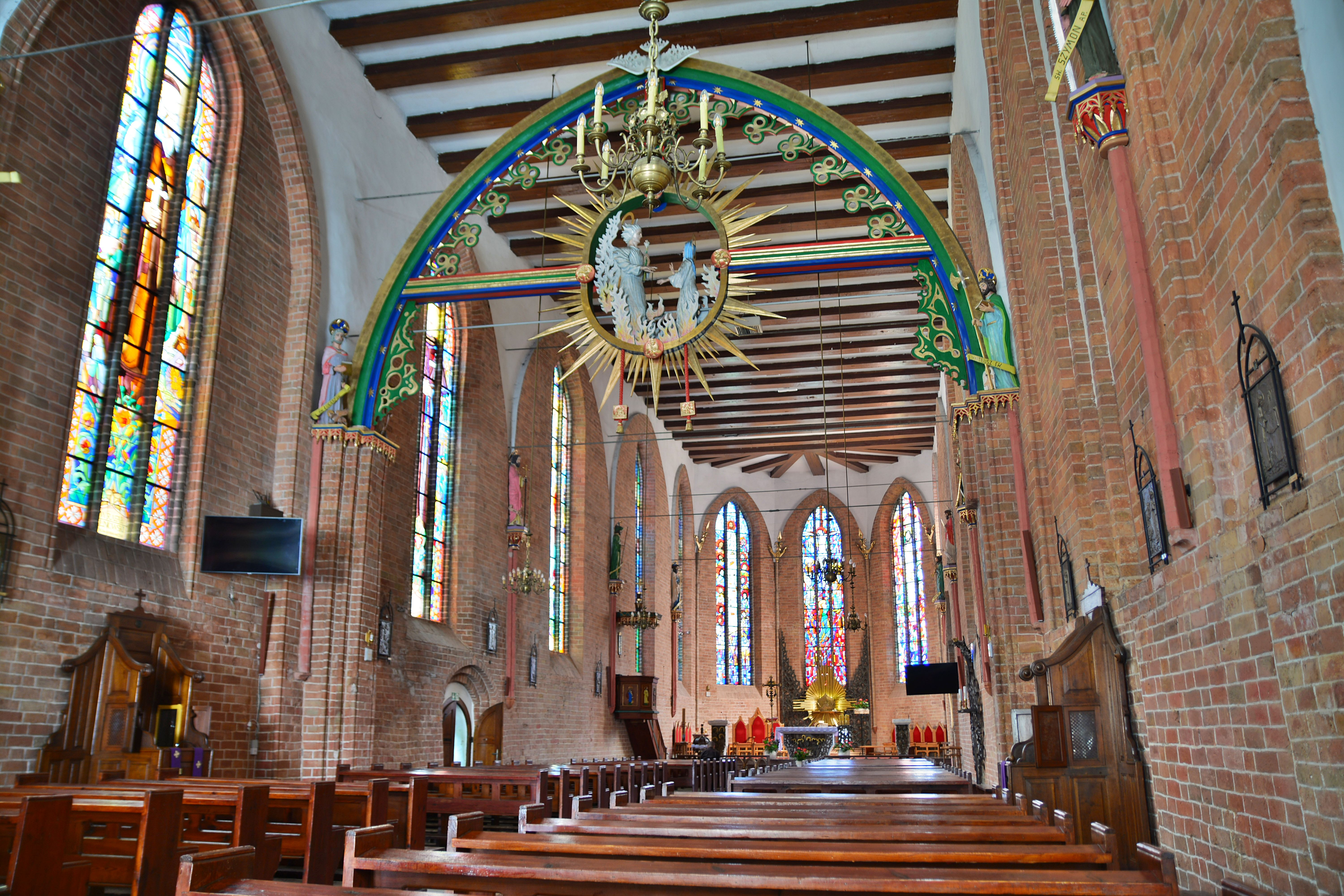
Wnętrze świątyni

Jest to kościół należący do 1536 do zakonu augustianów. W latach 1536–1690 zamieniony na magazyn. W latach 1690–1945 protestancki, w latach 1959-1965 odbudowany po zniszczeniach wojennych, od 1974 parafialny. Wybudowany w stylu gotyckim w 1. połowie XIV wieku. Jest to świątynia jednonawowa. Zachodnia fasada posiada łukowate nisze i wieżyczki. Nawa posiada strop belkowy. Wewnątrz znajdują się gotyckie krużganki.

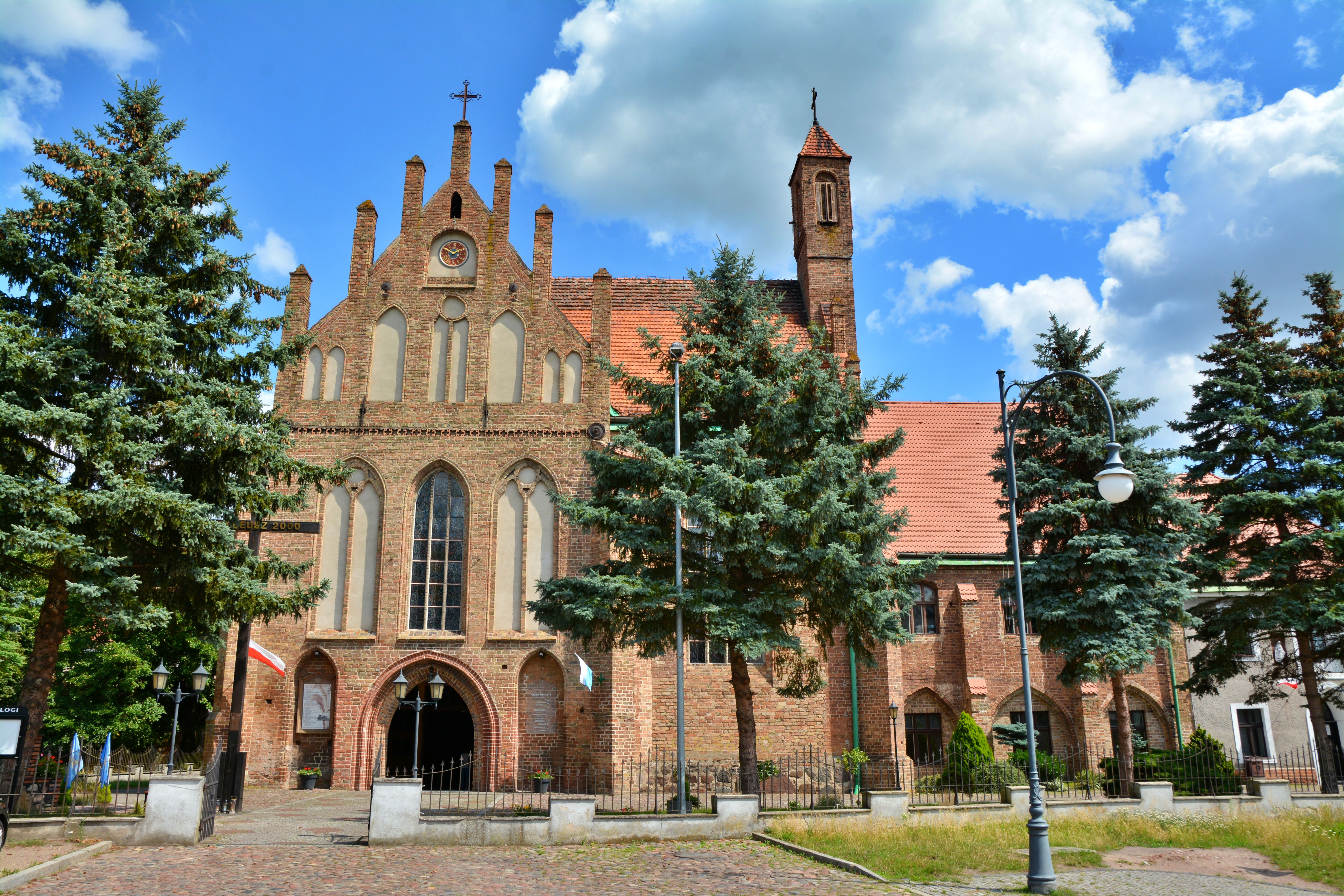
Fasada świątyni